# Astronomia de calçada

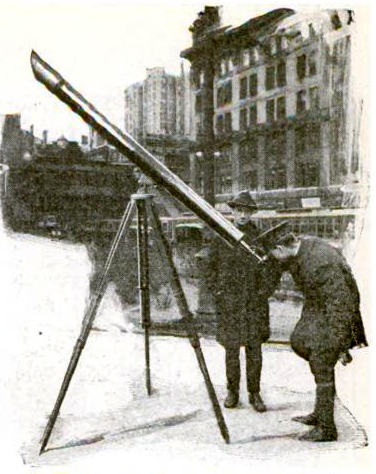
Um "astrônomo de esquina" em Nova Iorque, 1921

A astronomia de calçada ou astronomia de esquina se refere à ação de montar um telescópio numa localidade urbana com ou sem fins lucrativos para propósitos de entretenimento e/ou para educar o público geral.

## Visão geral
Exemplos de pessoas montando telescópios em zonas urbanas para fins de observações astronômicas públicas datam do século XIX e é possível que os primórdios dessa atividade tenham sido ainda mais precoces. Astrônomos de calçada e seus telescópios têm sido um achado comum na maior parte das grandes cidades. No passado, há vários exemplos de pessoas, tais como Frank Manning em New Orleães já em 1930 e o Sr. Grosser em Los Angeles na década de 1870s, que não só levavam consigo para as ruas um telescópio, como também um microscópio óptico com uma fonte de luz. Alguns "vendedores de rua" cobravam taxas para mostrar objetos astronômicos por meio de seus telescópios, mas outros astrônomos permitiam que o público os contemplasse de graça. Recentemente, a astronomia na calçada veio a ser mais associada a indivíduos altruístas ou a grupos e sociedades de astrônomos amadores que oferecem observações do céu noturno como meio gratuito de educação em astronomia tendo como alvo o público geral.
Dado que as calçadas da maioria dos centros urbanos tendem a ser locais afetados pela poluição luminosa, os astrônomos de calçada com frequência coordenam suas atividades em momentos nos quais objetos celestes mais luminosos, como os planetas, a Lua e as estrelas mais brilhantes sejam visíveis. Ao longo do dia claro, as atividades da astronomia de calçada frequentemente incluem o uso de filtros solares em telescópios a fim de permitir a observação do Sol. Os telescópios usados por astrônomos de calçada não raramente são maiores que aqueles disponíveis para a compra em lojas de departamento, podendo até mesmo serem de grande porte.

## Atividades de astronomia amadora

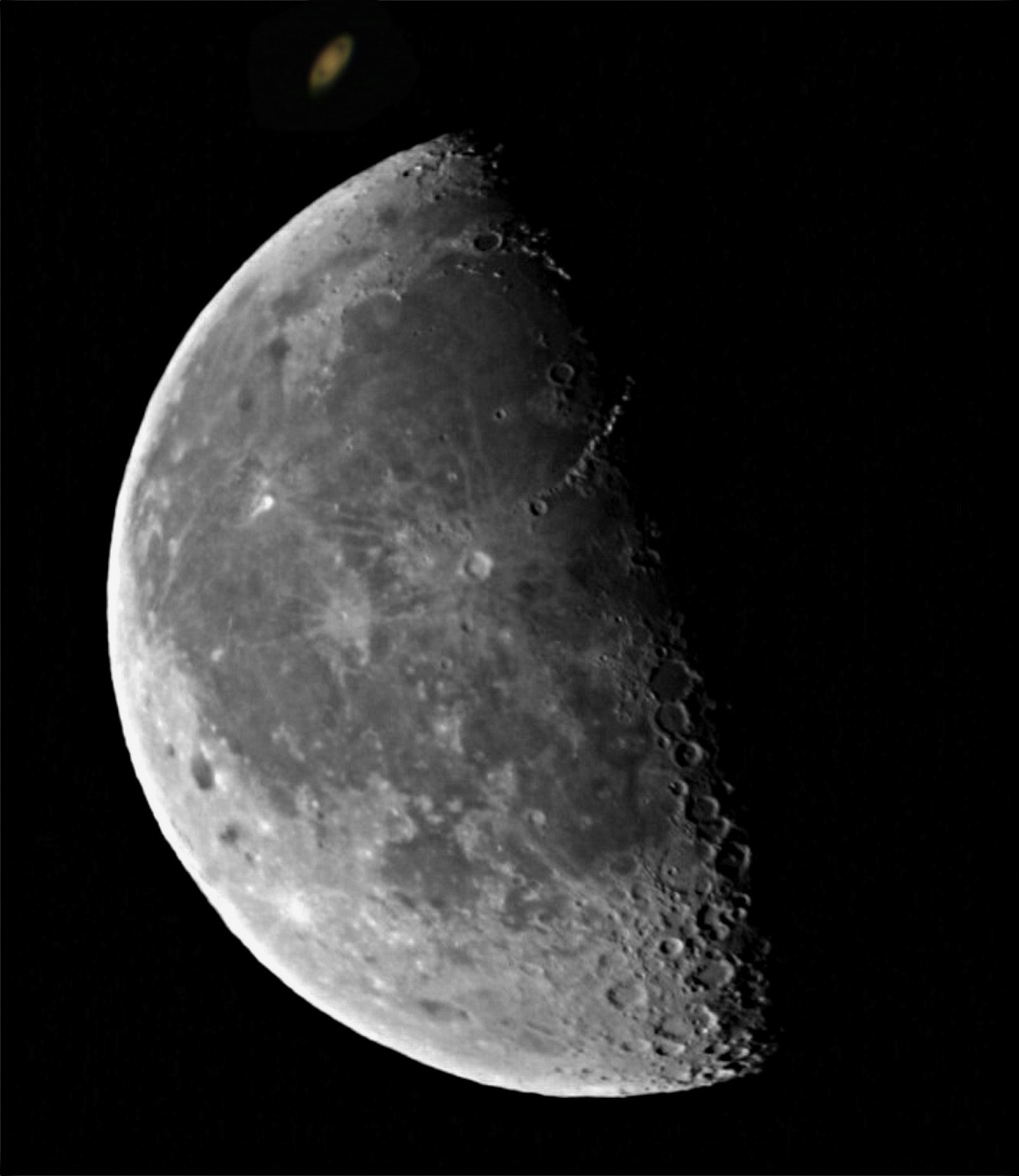
A Lua e Saturno são alvos típicos para observações de astronomia na calçada.

Com o advento e o crescimento de grupos de astronomia amadora organizados, a astronomia na calçada veio a ser associada com a educação em astronomia para o público geral por meio de observações gratuitas para todos aqueles que desejarem olhar pelas lentes de um telescópio. Essa prática geralmente envolve um ou mais astrônomos amadores equipados com telescópios de pequeno a médio porte. Organizações como a San Francisco Sidewalk Astronomers, fundada por John Dobson, estão centradas na ideia de educar as pessoas a respeito do universo que habitam por intermédio de observações realizadas com o auxílio de telescópios. Dobson até chegou a promover um design de um telescópio refletor grande e barato o qual chamava de "Telescópio de Calçada", que é mais comumente reconhecido pela denominação de telescópio dobsoniano.

## Links externos
- 35 Who Made a Difference: John Dobson, artigo da Smithsonian
- Website da San Francisco Sidewalk Astronomers
- Adventures in Street Corner Astronomy, Popular Science Mar 1921
- Postagem da Frederick News - What's it like ... to be a street corner astronomer?